# フィルム・文献分類管理局
フィルム・文献分類管理局（フィルムぶんけんぶんるいかんりきょく、Office of Film and Literature Classification）は、ニュージーランド政府が設置している検閲組織。「有害情報からの青少年保護」を目的に、同国の格付法に基づく映画及びコンピュータゲームの検閲を実施している。
略称はOFLCだが、2006年までは隣国のオーストラリアにも同名の組織が存在していた関係で国名を冠して「OFLC (NZ)」とも表記される。オーストラリアのOFLCは2006年にオーストラリア等級審査委員会（ACB）へ改組された。

## 概要
ニュージーランドは隣国のオーストラリアと商圏が共通しているため、レイティングの区切りに若干の差違はあるがオーストラリアでACBが実施したレイティングは個別に発禁指定を行う場合を除き、ニュージーランドでも大半がそのまま反映される。
審査基準はACBと同様、日本のコンピュータエンターテインメントレーティング機構（CERO）などの倫理審査機関と比較しても非常に厳しく、特に『ポスタル』などのタイトルは一方、或いは両方の国内での発売そのものが禁じられているほか、『Left 4 Dead 2』のように両国内での発売のために修正を余儀なくされたタイトルもある。

## レイティング表示
- ゲーム、映像共通の表示
  -  (General) - 緑色：全年齢対象に相当。暴力・言語表現は皆無か、または低く抑えられている。
  -  (Parental Guidance) - 黄色：GとMの中間に相当。
  -  (Mature) - 黄色：暴力や言語等の描写はあり、何かの暗示物が含まれている可能性がある場合。16歳未満への提供は「非推奨」とされるが、Restrictedではない。
  -   (Restricted 13) - 赤：13歳以上のみ対象。R13〜R18は「RESTRICTED」表示が付され、格付法により指定年齢に達しない未成年者への販売・譲渡・貸与・映写が禁止されている。
  -  (Restricted 15) - 赤：15歳以上のみ対象。
  -  (Restricted 16) - 赤：16歳以上のみ対象。
  -   (Restricted 18) - 赤：18歳以上のみ対象。
- 映像のみに適用される表示
  -   (Restricted R) - 赤：一般への販売・譲渡・貸与・映写が原則として禁止され、学術研究などの特別な目的に供する場合のみに視聴機会が限定される。

これ以外に「Objectionable」が存在し、これに該当した場合、ニュージーランド国内での公開そのものが禁止される。